# インディアナポリス国際空港
インディアナポリス国際空港（英: Indianapolis International Airport）は、アメリカ合衆国のインディアナ州インディアナポリスにある国際空港。空港コードはIND。インディアナ州にある最大の空港である。貨物輸送のフェデックス・エクスプレスのハブ空港であり、アレジアントエアの焦点都市でもある。
かつては、USエアウェイズの準ハブ空港だった（同社はアメリカン航空に吸収された）。国際線は少ないが、各航空会社のハブ空港からインディアナポリス国際空港までは直行便が出ている。

## 歴史
1931年に市営空港として開設され、1944年に名前をWeir Cook市営空港に変更した。Harvey Weir Cookは、ウィルキンソン（インディアナ州）出身の陸軍パイロットで第1次世界大戦と第二次世界大戦でエースパイロットとして活躍した。彼は1917年にアメリカ陸軍航空隊に入隊し、第1次大戦で隊長となり、公式には7機の敵機を撃墜したとされている。第2次大戦中は大佐で、ニューカレドニア上空においてP-39（エアラコブラ）による若いパイロットの訓練中の事故により1943年に死亡した。
1962年、インディアナポリス空港局IAAが創設され、空港の所有、運営をすることになった。インディアナポリス市長、マリオン郡・ヘンデリック郡・ハミルトン郡の代表者が8人の常任委員を任命する。
1957年に旅客ターミナルが建設された。以来、改修と拡張を数多く行った。なかでも大規模なものは1968年(コンコースA&B)、1972年(コンコースD)、1987年(コンコースCと駐車場建物の追加)である。全体は、それらの複合施設となった。
1976年に国際線の施設が新設され、現在の名称に変更された。
1980年代後期から1990年代前半の間は、旧USエアウェイズの準ハブ空港として機能した。中西部の都市と同様に西海岸やフロリダからの直行便があり、1日146の出発便があった。USエアウェイズは、空港の旅客数の半数を占める主要な航空会社であった。1990年代後半は、USエアウェイズは実質的にはインディアナポリス以外からの輸送は減っていた。
1990年代後半から2000年代初頭にかけては、インディアナポリス国際空港は、ATA航空および子会社のシカゴ・エキスプレスの焦点都市となった。しかし、2004年に、ATAホールディングス及びその子会社は連邦倒産法第11章の適用を申請したため、インディアナポリス便は大幅に削減され、2006年にはすべての便が廃止された。空いたATA航空のスペースには、ノースウェスト航空が入居した。
1994年には、民間のイギリス空港会社BAAが空港の運営を10年契約で行うことになった。 この契約は、後に3年間延長された。しかし、BAAの申し出により、2007年12月31日をもって民間運営は終了した。空港はIAAの運営に戻された。
2008年、老朽化したターミナルに代わる新旅客ターミナルが建設された。旧ターミナルから離れた場所で、高速道路に直結している。旧ターミナルは解体された。

## 空港施設

### 新ターミナル

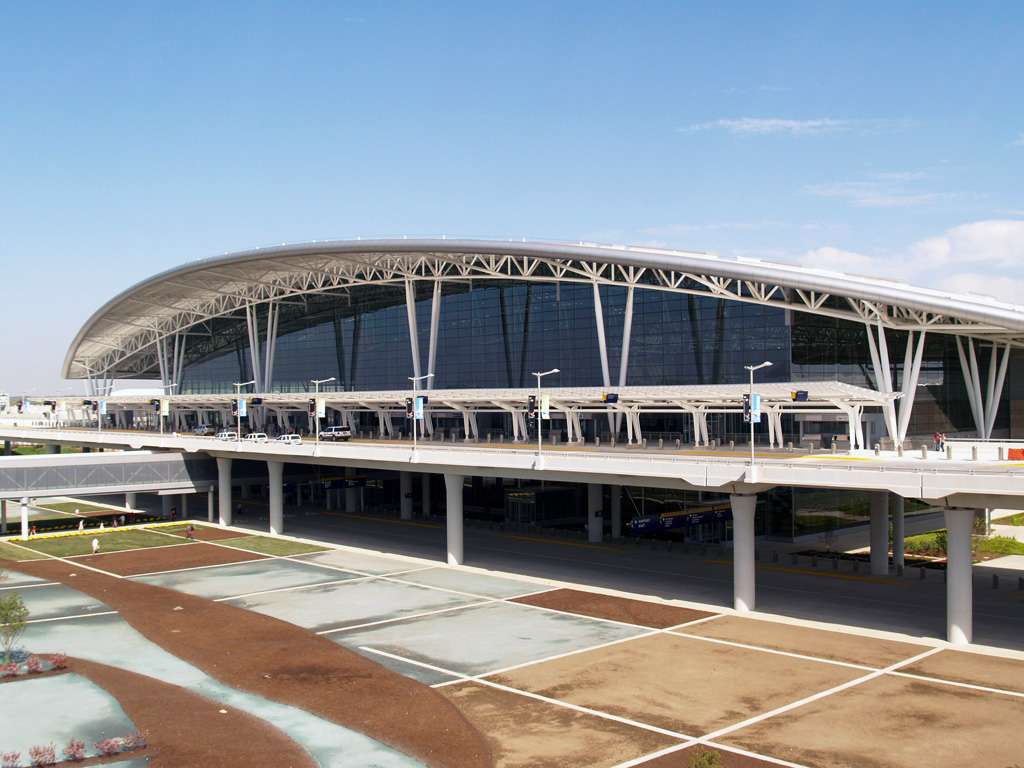
新ターミナル

- ターミナルの名前は、以前この空港につけられていたColonel H. Weir Cook Terminalの名前が付けられ、手荷物到着階の出口付近にWeir Cookゆかりの品々が解説と共に展示されている。
- 国際線を含めて、当初、2008年10月28日に利用を開始するとアナウンスされていたが、予定が変更されて実際の供用開始は11月12日であった。新ターミナル建設にともない、地上交通(タクシー、バス)や駐車場の設備等も新ターミナルへ移された。今までは、離れた場所にあったレンタカー等の施設も一部併設された。ハイウェイから新ターミナルへのアクセスは、州間高速道路70号線のインターチェンジが早くから建設が終わっており、ターミナル使用開始とともに供用を開始した。

#### 航空会社
| 航空会社                   | 就航地 |
| -------------------------- | --- |
| デルタ航空                 | アトランタ、デトロイト、ロサンゼルス/LAX、ミネアポリス＝セントポール、ソルトレイクシティ、シアトル、ローリー                                                 |
| デルタ・コネクション       | デトロイト、ミネアポリス＝セントポール、ボストン、デトロイト、ニューヨーク/LGA                                                                               |
| サウスウエスト航空(国内線) | ボルチモア/ワシントン、シカゴ/MDW、ジャクソンビル、カンザスシティ、ラスベガス、オーランド、フェニックス、タンパ                                              |
| サウスウエスト航空(国際線) | カンクン |
| アメリカン航空             | ダラス/フォートワース、シカゴ/ORD、マイアミ、シャーロット、フィラデルフィア、ロサンゼルス/LAX                                                                |
| アメリカン・イーグル       | ダラス/フォートワース、シカゴ/ORD、マイアミ、フィラデルフィア、ボストン、ニューヨーク/LGA、ニューヨーク/JFK、ワシントン/レーガン、シャーロット、オースティン |
| フロンティア航空           | デンバー、ラスベガス、オーランド |
| アレジアントエア           | ロサンゼルス/LAX、オーランド、ボストン、タンパ、オースティン、ジャクソンビル、フォートローダーデール、ウェストパームビーチ、キーウェスト                     |
| ユナイテッド航空           | シカゴ/ORD、サンフランシスコ 、デンバー |
| ユナイテッド・エキスプレス | シカゴ/ORD、ワシントン/ダレス、ニューアーク、ヒューストン |
| エア・カナダJazz           | トロント（エア・カナダJazzはエア・カナダの子会社でローカル・エキスプレスを運航している）                                                                     |
| エアリンガス               | ダブリン |

### 将来構想
旧施設の利用方法については、まだ決定されていない。新ターミナルには、LRTを敷設する構想もあり、導入空間を確保しているものの具体的な計画は公表されていない。

### 旧ターミナル
2008年11月11日まで使用されていたターミナル。

#### コンコース A
- デルタ航空（カンクン、デンバー、デトロイト、フォートローダーデール、フォートマイヤーズ、ラスベガス、ロサンゼルス/LAX、メンフィス、ミネアポリス/セントポール、ニューヨーク/ラガーディア、オーランド、サンフランシスコ 2006年6月11日、シアトル 2006年6月8日、タンパ、ワシントン/レーガン）
  - ピナクル航空運用 ノースウエスト・エアーリンク（ボストン、デトロイト、ハートフォード、カンザスシティ、メンフィス、ニューヨーク/LGA、フィラデルフィア、ローリー/ダーハム、ワシントン/レーガン）

#### コンコース B
- アメリカン航空（シカゴ/ORD、ダラス/フォートワース、マイアミ）
  - トランス・ステイツ航空運用 アメリカンコネクション（セントルイス）
  - アメリカン・イーグル（シカゴ/ORD、マイアミ）
- デルタ航空（アトランタ）
  - シャトーカ航空運用 デルタ・コネクション（シンシナティ）
  - コムエアー運用 デルタ・コネクション（シンシナティ、ニューヨーク/JFK）
  - シャトル・アメリカ運用 デルタ・コネクション（ソルトレイクシティ）

#### コンコースC
- エアトラン航空（アトランタ、フォートローダーデール 2006年5月8日廃止、フォートマイヤーズ、ロサンゼルス/LAX、オーランド、サンフランシスコ、タンパ）
- コンチネンタル航空（ヒューストン）
  - エキスプレスジェット航空運用 コンチネンタル・エクスプレス（クリーブランド、ヒューストン、ニューアーク）
- フロンティア航空（カンクン、デンバー）
- ミッドウエスト航空
  - スカイウェイ航空運用 ミッドウエスト・コネクト（ミルウォーキー）
- サウスウエスト航空（ボルチモア/ワシントン、シカゴ/MDW、ジャクソンビル、カンザスシティ、ラスベガス、オーランド、フェニックス、タンパ）

#### コンコース D
- エア・カナダ
  - エア・カナダJazz（トロント）
- ユナイテッド航空（シカゴ/ORD、デンバー）
  - シャトーカ航空運用 ユナイテッド・エキスプレス（シカゴ/ORD、ワシントン/ダレス）
  - シャトル・アメリカ運用 ユナイテッド・エキスプレス（デンバー、シカゴ/ORD、ワシントン/ダレス）
  - スカイウエスト航空運用 ユナイテッド・エキスプレス（シカゴ/ORD、デンバー）
- USエアウェイズ（シャーロット、フィラデルフィア、ワシントン/レーガン）
  - アメリカウエスト航空運用 USエアウェイズ・エキスプレス（フェニックス）
  - エアー・ウィンストン運用 USエアウェイズ・エキスプレス（フェラデルフィア）
  - シャトーカ航空運用 USエアウェイズ・エキスプレス（ボストン、シャーロット、ニューヨーク/LGA、ピッツバーグ、ワシントン/レーガン）
  - メサ航空運用 USエアウェイズ・エキスプレス（シャーロット）
  - PSA航空運用 USエアウェイズ・エキスプレス（シャーロット、フィラデルフィア）
  - リパブリック航空運用 USエアウェイズ・エキスプレス（ピッツバーグ、フィラデルフィア）

## 空港アクセス
到着ロビーを出てすぐの場所には、タクシー乗り場と一般車用のロータリーとなっている。中層階の動く歩道がある渡り廊下をはさんだところに、駐車場やレンタカーのカウンターおよびエコノミー駐車場へのシャトルバス、ホテルへのシャトルバス、路線バス・IndyGo Green Line、都市間輸送バスの乗り場がある。各シャトルは出発階に到着するが、出発は、レンタカーのカウンターなどがある1階からである。ペンチなどもそこにあり、リムジンカーや空港連絡バスの待合所ともなっている。一部レンタカーは、空港内に車が用意されるようになった。また、ロータリー付近の混雑緩和のため、携帯電話等で連絡を受けてからロータリーへ向かうための待機用の駐停車スペースが敷地内に用意されている。
- 路線バス（IndyGo）
  - Route 8（Washington)：主にWashington Streetを通る路線（ダウンタウンはOhio Streetを通る）。空港が始発であり、市の中心部を経由してWashington Square MallやMeijerへまで行く。インディアナポリスのダウンタウンまで行くことができるもっとも安価な交通手段だが（one wayで1ドル75セント、1日乗車券で4ドル）、路線バスなので旅行者向けの設備はない。中心地点（Ohio Street）で他のバス路線への乗り換えも可能である。
- リムジンバス
  - インディアナポリス市内
    - Go Green Line Airport Shuttle：ハイウェイ経由でインディアナポリスのダウンタンにあるホテル、Convention CenterおよびLucas Oil Stadiumと空港の間を運行している。運行は朝8時から夜11時まで。所要時間約30分。料金は$10で、バス車内ではクレジットカード／デビットカードのみ使用可（現金は不可）。空港では現金および主要クレジットカードが使える。トランクなどの大型の荷物スペースもあるやや小型の専用車両。ただ、時刻表のある定時運行ではないため、長時間待たされることもあるので、注意が必要（オンライン予約を推奨している）。

  - 都市間輸送
    - Bloomington Shuttle：インディアナ大学（ブルーミントン校）のあるブルーミントンのIMU、周辺のホテル・大学のアパート等を結んで運行している（1日9往復）。どの停留所にも表示は無いが、ロビーや待合所に乗車の確認にくる。料金は$20で、予約制。事前にクレジットカード等で支払っておく必要があり、チケットは乗車・着席後に運転手に渡す方式になっている。車両は、時間帯や時期により異なるが、やや小型のものが多いが、繁忙期は大型車を使う。
    - Lafayette Limo：パデュー大学と大学のあるウェストラファイエット市内のホテルおよびLimoの営業所を結んで運行している（1日9往復）。料金は片道$27か往復$50で、予約するのが望ましい。料金は、現金かトラベラーチェックで支払う。クレジットカードは利用できない。車両は、時間帯や時期により異なるが、やや小型のものが多い。
    - Lincoln Land Express：イリノイ大学（アーバナ・シャンペーン校）のあるイリノイ州のChampaignおよびUrbanaを結ぶシャトル。
    - Star of America：主に貸し切りバスや繁忙期のみの都市間輸送を運行していたが、2008年より定期便の運行を開始した。現在では、ブルーミントン（1日9往復、片道$15）、ラファイエット（1日9往復、片道$24）を結んでいる。通常は小型のバスを使い狭隘であるが、格安の料金で先行のシャトルサービスと対抗している。繁忙期は大型車を使うこともある。

- 駐車場
  - Express Valet, $18/day
  - Rooftop Valet, $15/day
  - Parking Garage, $16/day
  - ong-Term Parking, $11/day
  - Economy Parking, $7/day
- レンタカー
  - アラモ（Alamo）
  - エイビス（Avis）
  - バジェット（Budget）
  - ダラー（Dollar Car Rental）
  - エンタープライズ（Enterprise）
  - ハーツ（Hartz）
  - ナショナル（National）
  - Thrifty（Thrifty Car Rental）